# Antoinette (rapper)
Antoinette é uma rapper americana nascida em 1970 em Bronx, Nova York. Ela lançou dois álbuns, durante o final dos anos de 1980 e início dos anos de 1990. Ela fez sua primeira aparição no albúm de compilação de 1987 "Hurby's Machine", e com a canção "I Got An Attitude", ela foi mencionada na publicação "Vibe Hip-Hop Divas"
. Durante a carreira, Antoinette teve algumas intrigas com a rapper MC Lyte.

## Discografia
| 1989 | Who's the Boss?     | 47 |
| 1990 | Burnin' at 20 Below | 66 |